# Airspeed Viceroy
El Airspeed AS.8 Viceroy fue un avión de carreras británico, construido por Airspeed Limited en Portsmouth durante la década de 1930. En realidad era una versión mejorada del Airspeed AS.6 Envoy. Se trataba de una variante del Airspeed AS.6 Envoy, con un tren de aterrizaje reforzado, un depósito auxiliar de combustible de 1.227 l en el interior de la cabina y diferente planta motriz. Solo se construyó un avión, matriculado G-ACMU, que más tarde llegó a intervenir en la guerra civil española.

## Historia operacional
El Viceroy fue especialmente construido por encargo del capitán T. Neville Stack y de Sidney Lewis Turner para competir en la MacRobertson Air Race Inglaterra-Australia de 1934. El Airspeed Viceroy comenzó la carrera en el aeródromo de RAF Mildenhall, pero tuvo muchos problemas de fiabilidad (que incluyeron fallos en los frenos de las ruedas principales), por lo que cuando se encontraba en Atenas fue retirado de la carrera. Los pilotos concluyeron que no sería seguro continuar con este aparato y que tampoco estarían en condiciones de poder terminar la carrera. A esto siguió un conjunto de acciones legales cruzadas, ya que los pilotos se quejaron de que la aeronave, acosada por múltiples problemas, no había estado "realmente lista". Airspeed respondió a las acusaciones y poco después el avión regresó al Reino Unido, sin reembolso. El avión regresó a Portsmouth y quedó almacenado hasta julio de 1936, cuando al mes siguiente fue vendido a la empresa francesa SFTA y enviado a Francia, de camino a la guerra civil española.
El 13 de agosto el Viceroy llegó a Barcelona, siendo integrado en la aviación republicana. Fue nombrado "González Gil", en honor a un capitán de aviación republicano que había muerto durante los primeros días de la contienda en la sierra de Guadarrama. Durante los primeros meses de la contienda los republicanos lo utilizaron en misiones de combate y como bombardero, aunque posteriormente fue empleado en misiones de reconocimiento. En 1938 todavía continuaba operando como avión de transporte, aunque no sobrevivió a la contienda.

## Operadores
Reino Unido
- Cpt. T. Neville Stack

 República Española

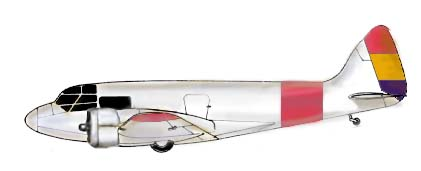
AS.8 Viceroy con los colores de la Fuerza Aérea Republicana

- Fuerzas Aéreas de la República Española

## Especificaciones técnicas
Referencia datos: A.J. Jackson. British Civil Aircraft since 1919 Volume 1. Putnam. London 1974

### Características generales
- Tripulación: 2
- Longitud: 10,52 m
- Envergadura: 15,95 m
- Altura: 2,90 m
- Superficie alar: 31,49 m²
- Peso vacío: 1.769 kg
- Peso máximo al despegue: 2.858 kg
- Planta motriz:  Radial siete cilindros refrigerado por aire Armstrong Siddeley Cheetah VI.
  - Potencia: 280 hp cada uno.

### Rendimiento
- Velocidad nunca excedida (Vne): 338 km/h (a 2.135 m)
- Velocidad crucero (Vc): 306 km/h
- Alcance: 2.235 km
- Régimen de ascenso: 305 m.p. m.